# 正親町三条公貫
正親町三条 公貫（おおぎまちさんじょう きんつら、旧字体：正親町三條 公󠄁貫）は、鎌倉時代前期から後期にかけての公卿。参議・正親町三条実蔭の嫡男。父・実蔭は参議在任中に43才で亡くなったが、公貫は政治的能力に長けた上長命であったために正二位・権大納言に至った。

## 経歴
暦仁元年（1238年）、誕生。しかし、ほどなく父が参議のまま薨去したため左大臣・洞院実雄の猶子となった。
延応元年（1239年）従五位下に叙爵。仁治4年（1243年）に従五位上に叙せられ、寛元4年12月（1247年1月）侍従に任官。宝治2年（1248年）正五位下に叙せられた。
建長4年（1252年）近江権介、讃岐国が実雄の知行国となると讃岐守を兼任し、左近衛少将に任ぜられる。建長5年（1253年）には従四位下、建長7年（1255年）に従四位上に昇叙され、康元元年（1256年）右近衛中将に転じた。正嘉2年（1258年）に正四位下に叙せられた後、昇進が滞るが、文永11年（1274年）に蔵人頭に補任され、翌建治元年（1275年）参議に任ぜられて公卿に列した。
建治2年（1276年）になると、従三位・土佐権守となる。建治3年（1277年）には正三位に昇叙。弘安4年（1281年）讃岐権守を兼ね、弘安7年（1284年）に従二位に叙せられる。弘安9年（1286年）には父の極官である参議を超過して権中納言に任ぜられた。しかし、弘安10年（1287年）に権中納言を辞退して翌年に正二位に叙せられた。
正応5年（1292年）に日野資宣が薨去するとその後任として民部卿に任ぜられた。永仁3年（1295年）これを辞退して再び散位となるが、正安元年12月（1300年1月）に後伏見天皇元服後宴の上寿役を務めて権大納言に昇進した。正安2年（1301年）権大納言を辞任して、嘉元元年（1303年）9月に出家。法名は空圓という。
正和4年（1313年）2月29日に78歳という高齢で薨去した。正親町三条家を継いだ三男・実躬の日記『実躬卿記』には父である公貫のこともよく記されている。

## 官歴
※以下、『公卿補任』の記載に従う。
- 延応元年（1239年）4月5日：従五位下に叙す。
- 仁治4年（1243年）2月9日：従五位上に叙す（臨時）。
- 寛元4年12月18日（1247年1月26日）：侍従に任ず。
- 宝治2年（1248年）4月8日：正五位下に叙す（安嘉門院当年御給）。
- 建長4年（1252年）
  - 正月13日：近江権介を兼ぬ。
  - 6月22日：讃岐守を兼ぬ（権大納言實雄卿給）。
  - 8月18日：左近衛少将に任ず。
- 建長5年（1253年）
  - 正月5日：従四位下に叙す。
  - 正月13日：左近衛少将に還任す。
- 建長6年（1254年）11月8日：右近衛少将に遷る。
- 建長7年（1255年）正月5日：従四位上に叙す（臨時）。
- 康元元年（1256年）12月13日：右近衛中将に転ず。
- 正嘉2年（1258年）正月5日：正四位下に叙す。
- 文永11年（1274年）4月5日：蔵人頭に補す。
- 建治元年（1275年）10月8日：参議に任ず。
- 時期不明：土佐権守を兼ぬ。
- 建治2年（1276年）正月5日：従三位に叙す（臨時）。
- 建治3年（1277年）9月13日：正三位に叙す。
- 弘安4年（1281年）3月26日：讃岐権守を兼ぬ。
- 弘安7年（1284年）正月6日：従二位に叙す。
- 弘安9年（1286年）正月13日：権中納言に任ず。
- 弘安10年（1287年）正月13日：権中納言を辞す。
- 正応元年12月20日（1289年1月13日）：正二位に叙す。
- 正応5年（1292年）4月16日：民部卿に任ず。
- 永仁3年（1295年）8月11日：民部卿を辞退す。
- 正安元年12月27日（1300年1月19日）：権大納言に任ず。
- 正安2年（1301年）3月6日：権大納言を辞す。
- 嘉元元年（1303年）9月15日：出家。
- 正和4年（1315年）2月29日：薨去。享年78。

## 系譜
- 父：正親町三条実蔭
- 母：法印道寛の娘
- 妻：藤原経賢の娘
  - 男子：正親町三条実仲（1257-1352）- 次男とも長男ともされるが、実躬のほうが生まれが早い。
- 妻：吉田為経の娘
  - 三男：正親町三条実躬（1264-?）
- 生母不明の子女
  - 男子：公勝（?-?）
  - 男子：実暁（1270-1320）
  - 長女：不明
  - 次女：正親町実明室
  - 三女：不明
  - 四女：正親町実明室
  - 女子：洞院公敏室 - 洞院実清母